# Naven
Naven är en fyr i Vänern. Fyren ligger i skärgården norr om Kållandsö i Västra Götalands län. Fyrplatsen är ett statligt byggnadsminne sedan den 7 december 2017.
Fyrplatsen inrättades 1856 och nuvarande fyr uppfördes 1886 som en lanternin på taket till fyrvaktarens bostad. Fyren automatiserades år 1952. Fyrbyggnaden ersatte en tidigare vippfyr, som funnits på platsen sedan omkring 1830.

## Historik
Som en utpost mot Dalbosjön nordväst om Kållandsö ligger Naven, en av sjöns mest välkända och traditionsrika fyrplatser. Angöringsfyren är strategiskt belägen vid farledens inlopp och det lilla vita huset med fyrtornet på taket är synligt vida omkring över holmar och öppen sjö. Innanför Naven ligger Sätteriet, som under segelskutornas tid var en flitigt använd ankringsplats och nödhamn. Tidigt fanns ett sjömärke på bergholmen Naven. Omkring år 1830 stod här en vippfyr. Denna bestod av en stolpe med en reglerbar hävarm som höll en eldkorg, med törestubbar som bränsle. Vippfyren ersattes med en ordnad fyrplats 1856. Fyrplatsen fick redan 1896 telefonförbindelse med Kållandsö. År 1950 elektrifierades fyren och försågs med AGA-reserv. År 1952 flyttade den sista bofasta fyrvaktarfamiljen in till Navensberg på Kållandsö. El-driften moderniserades 1993. Navens fyrplats ägs av Seglationsstyrelsen och är uthyrd till privatbostad.
Hembygds- och sjöfartshistorikern Simon Granath är en av dem som skildrat Navens långa fyrhistoria: Vippfyren på Naven sköttes av Jon Persson, som bodde på Skogudden nära Pirum. Sonen Johannes Jonsson blev sedan fyrvaktare på Navens fyr och efterträddes 1872 av sin son Carl Fredrik. I november 1899 omkom Carl Fredrik Jonsson, när han var med äldste sonen på galeasen Gustaf Adolf uppe på Byälven för att lasta ved. Hustrun Tilda Jonsson ställdes ensam med 14 barn och ett barn på väg. Hon skötte fyrningen och fisket med hjälp av de större barnen. Fyrvaktartjänsten övertogs år 1900 av sonen Gustav, som kom att tjänstgöra på Naven till 1945. Sistnämnda år övertog Karl Jonsson tjänsten efter fadern och var verksam som fyrvaktare på Naven fram till 1981. Sönerna Rolf och Stig-Olof Jonsson, som numera är fyrvaktare i Lurö farledsdistrikt, där Naven ingår, är femte generationen sedan 1856 i fyrvaktarsläkten Jonsson på Naven. Numera är det närbelägna Navensberg basen i det stora distriktet.
Det ursprungliga lilla fyrhuset från 1856 hade endast fyrlykta på väggen. Huset var mycket enkelt och primitivt och användes mer som passningshus än som bostad. Nuvarande fyrbostadshus uppfördes 1886 och var även det mycket litet och enkelt från början, endast bestående av ett rum med järnspis. I familjen med den stora barnaskaran omkring år 1900 var man så trångbodda, att de som sov närmast dörren var tvungna att stiga upp först om morgnarna och gå utomhus, så att de andra fick plats att stiga upp. Huset blev tillbyggt och utvidgat 1906 och försågs senare med en liten veranda. Mycket öppet på den branta fyrklippan står fyrbostadshuset med tornet på taket. In mot holmen ramas huset in av syrener, berså och blomstertäppor mellan bergknallarna. Lönnarna på tomten hämtades från Tranebergs herrgård på 1920-talet.
Det skiffertäckta vitmålade fyrbostadshuset påminner mycket om Gunnarsholmens Övre norr om Lurö. Navens fyrbostadshus vilar dock på en hög murad stenfot, som inrymmer en välvd källare. Husets exteriör är välbevarad sedan början av 1900-talet. Den i Vänern ovanliga blå färgen på fönsterfodren har troligen tillkommit ett stycke in på 1900-talet. Även interiören är mycket väl bibehållen sedan tidigt 1900-tal. På 1950-talet gjordes en viss modernisering av köket. En säregen detalj i bostadsrummet är lodluckan i pärlspont, där lodet från oljefyrens urverk hängt ner i rummet. Tornet har de äldre tornens gängse utformning och är helt intakt med vitmålad pärlspontpanel och gråmålad brädtrappa. Liksom på övriga fyrvaktarboställen har fisket varit grunden i försörjningen. I kanten av skogsdungen inne på holmen har odlats grönsaker och potatis. Man höll bland annat kor, får och en gris. Av ekonomibyggnaderna finns numera endast den skiffertäckta uthuslängan med timrat fähus i behåll. Längan, som blev nybyggd 1934, har även inrymt oljebod, vedbod och dass. Till fyrvaktarbostället hörde förr även svinhus, verkstad och brygghus. På berget ovanför hamnplatsen kokades färg till fisknäten.
Mellan 1928 och 1946 var Naven station för väderleksobservationer, men denna överflyttades sedan till Lurö. På 1990-talet har Naven åter blivit observationsplats och en väderstation har uppförts inne på holmen. Läget i det storslagna vattenlandskapet ger en mycket speciell karaktär åt Naven, som även i övrigt är en av klenoderna bland Vänerns fyrmiljöer: En genuin gammal fyrplats, som i ovanligt hög grad är en länk både till vänersjöfartens historia och till livet i skärgården under 1800-talet och 1900-talets första hälft.

## Väderstation
På Naven finns en av SMHI:s väderstationer. Vindobservationer från denna station omnämns i den svenska sjörapporten.